# نهر شاردالي
شردالي ( (بالباشقيرية: Шардалы)‏) - نهر في روسيا ، يتدفق في جمهورية باشكورتوستان ومنطقة تشيليابينسك. يقع مصب النهر على بعد 182 كم على الضفة اليسرى لنهر يوريوزان، في قرية مالويز. يبلغ طول النهر 15 كم .

## بيانات تسجيل المياه
وفقًا لسجل موارد المياه السطحية الروسية ، فإنه ينتمي إلى منطقة حوض كاما ، وقطاع المياه في النهر هو أوفا من مجمع الطاقة الكهرومائية نيازبيتروفسك ‏ إلى مجمع الطاقة الكهرومائية بافلوفسكي ‏ الكهرومائي ، بدون نهر آي ‏، أما نهر نهر الفرعي فهو بيلايا. حوض نهر النهر هو كاما .
رمز الكائن في سجل مياه الولاية هو 10010201112111100023460 .